# 赫連社干
赫連社干（?—?），中国五胡十六国时代匈奴铁弗部人，夏國开国皇帝赫连勃勃的儿子，封上谷公。
430年八月初六，夏王赫连定亲自统率数万人截击拓跋隗归，留下上谷公赫连社干和广阳公赫連度洛孤驻守平凉。赫连定派使臣出使刘宋请求和解，约定联合灭北魏，瓜分黄河以北地区：恒山以东归刘宋；恒山以西归夏国。十一月初三，北魏太武帝拓跋焘抵达平凉，赫连社干等人绕城固守。拓跋焘命赫连昌招抚，赫连社干等不听赫连昌的劝招。拓跋焘派安西将军古弼等率兵直指安定。夏王赫连定从安定增援平凉。被古弼击败，赫连定退守鹑觚原，之后魏军生擒赫连定的弟弟丹杨公赫连乌视拔、武陵公赫连秃骨，赫连定退保上邽。十二月十五日，赫连社干、广阳公赫连度洛孤出平凉城投降北魏。